# Annie Wilkes
Anne Marie Wilkes Dugan, ou apenas Annie Wilkes, é uma personagem fictícia e a grande vilã e antagonista do romance Misery (1987), do autor Stephen King. Na adaptação cinematográfica da obra, de 1990, Wilkes é interpretada por Kathy Bates, a qual ganhou o Óscar de melhor atriz pelo papel. O Instituto Americano do Cinema incluiu Wilkes (a interpretada por Bates) em sua lista de "100 Heróis e Vilões", posicionando-a em 17.° lugar.